# Belinda Stronach
Pour les articles homonymes, voir Stronach.
Belinda Stronach (née le 2 mai 1966 à Newmarket, Ontario) est une femme d'affaires et une femme politique canadienne. Elle fut PDG de la compagnie Magna International. Elle a également été députée du Parti libéral du Canada (PLC) à la Chambre des communes du Canada avant de retourner travailler pour Magna International.
En 2006, elle fut pressentie pour se présenter dans la course à la direction du Parti libéral du Canada. Mais le 6 avril 2006, elle annonça qu'elle ne serait pas candidate, attribuant sa décision à son désaccord avec le mode d'élection par délégués plutôt que par un vote direct des membres du parti. Les observateurs jugeaient ses chances assez faibles, en raison du fait qu'elle n'est pas bilingue anglais-français, mais anglais-allemand. Son récent changement d'allégeance du Parti conservateur au Parti libéral était aussi un obstacle à surmonter, surtout qu'elle avait déjà été candidate à la direction du PC en 2005.

## Biographie

### PDG de Magna International
Belinda Stronach est la fille de Frank Stronach, fondateur de l'entreprise Magna International, géant mondial de pièces d'automobiles. Chef de la direction (depuis février 2001) et présidente (depuis janvier 2002) de Magna, elle a démissionné de ces deux postes en 2004 quelques heures avant d'annoncer son entrée dans la course à la direction du Parti conservateur du Canada.

### Au Parti conservateur
D'abord membre du Parti progressiste-conservateur, Stronach participa à la campagne pour la fusion de celui-ci avec l'Alliance canadienne, en vue de former le Parti conservateur du Canada.  Cette fusion effectuée, et bien que n'ayant  jamais occupé de fonction politique auparavant, Stronach se porta candidate à la direction du Parti conservateur, où elle arriva 2e, derrière Stephen Harper.
Le 9 mars 2004, elle remporta l'investiture du Parti conservateur dans la circonscription de Newmarket-Aurora, au nord de Toronto, en Ontario. Aux élections fédérales du 28 juin 2004, elle fut élue députée de cette circonscription à la Chambre des Communes, l'emportant de justesse (21 805 voix contre 21 103) face à la candidate libérale Martha Hall Findlay.  Après son élection, elle devint critique en matière de commerce international dans le cabinet fantôme de l'opposition officielle.
Stronach était considérée comme l'une des députées du Parti conservateur les plus à gauche sur les questions sociales.  Elle s'est prononcée en faveur du mariage gay et du droit à l'avortement.

### Au Parti libéral
Le 17 mai 2005, Stronach est passée au libéraux, déclarant qu'elle était en désaccord avec les positions des conservateurs sur plusieurs questions importantes.  Les conservateurs l'accusèrent d'opportunisme et de désirer surtout obtenir un poste important. Peu après, elle devient ministre des Ressources humaines et du Développement des compétences dans le cabinet libéral du premier ministre Martin.
Lors de l'élection fédérale de 2006, elle fut candidate du Parti libéral et fut réélue députée de sa circonscription; toutefois, son parti fut défait et elle siège donc comme députée de l'opposition officielle.

## Vie privée
Belinda Stronach a étudié pendant un an à l'université York de Toronto et a obtenu un diplôme honorifique en droit de l'université McMaster. Elle a siégé au conseil d'administration de plusieurs organismes au Canada et aux États-Unis.  Elle a été mariée à deux reprises, la première fois avec Donald Walker, co-PDG à la compagnie Magna, avec qui elle eut deux enfants, puis la deuxième fois avec le patineur de vitesse Johann Olav Koss. Elle est désormais divorcée. 
Elle a été photographiée à de nombreuses reprises aux côtés de l'ancien président des États-Unis Bill Clinton, et son équipe de communication parle d'« amitié ».
Lorsqu'elle briguait la présidence du Parti conservateur, au printemps 2005, elle était souvent accompagnée de son amant Peter MacKay, qui était l'ancien chef du Parti progressiste conservateur. Cette relation prit fin lors de son brusque changement d'allégeance politique.